# Juan Ortega y Montañés

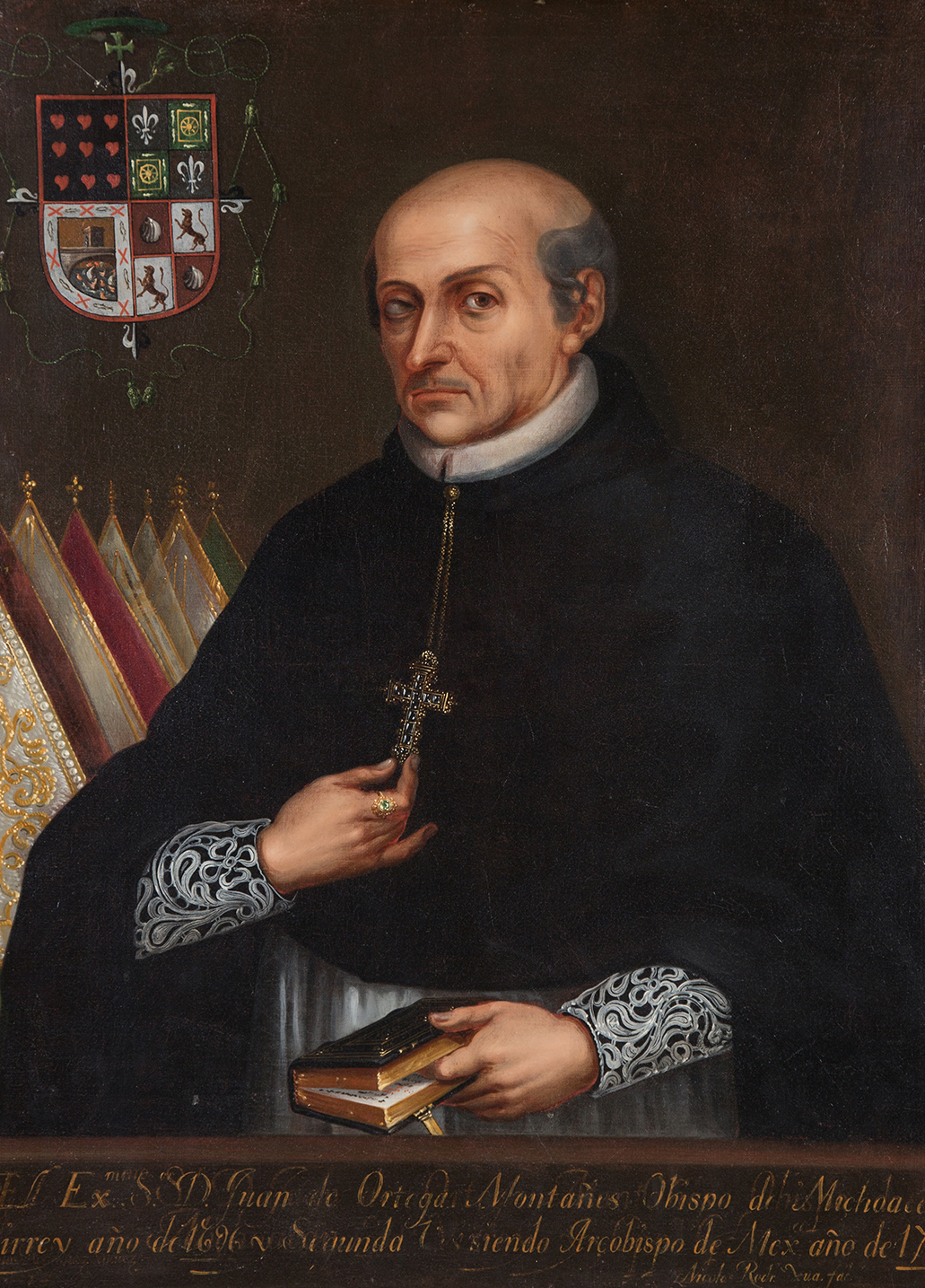
Juan Ortega y Montañés, Erzbischof von Mexiko

Juan Ortega y Montañés (auch in abweichender Schreibweise: Montañéz) (* 23. Juni oder 2. Juli 1627 in Spanien; † 16. Dezember 1708 in Mexiko-Stadt) war ein spanischer Geistlicher und Bischof der römisch-katholischen Kirche, der zweimal interimistisch als Vizekönig von Neuspanien amtierte.

## Leben

### Herkunft und Ausbildung
Ortega entstammte einer höhergestellten Familie, sein Vater Diego Ortega y Montañés war Vorsitzender des obersten königlichen Rates von Kastilien. Über seinen Geburtsort gibt es widersprüchliche Informationen: Entweder er kam im Südosten Spaniens zur Welt, in oder um Cartagena (Spanien) in der Region Murcia, oder seine Wiege stand in Llanes, in der heutigen Provinz Asturien an der Nordküste Spaniens.
Einig sind sich die Quellen, dass Ortega in Málaga und an der Universität Alcalá studierte und einen Abschluss in Rechtswissenschaften machte.

### Kirchliche Karriere
Als fiscal (Ankläger) der Inquisition ging er nach Neuspanien und wurde dort 1675 zum Bischof von Durango geweiht. Im Jahr darauf, 1676, folgte die Versetzung ins Bistum Guatemala. 1682 ging er als Bischof von Michoacán nach Morelia.
Es gelang ihm in diesen Stationen, den Klerus zu disziplinieren und Exzesse der Spanier gegenüber Leibeigenen und Einheimischen zu verhindern.

### Interimistische Amtszeit als Vizekönig 1696
Im Februar 1696 übernahm Ortega das Amt des neuspanischen Vizekönigs. Der Amtsinhaber, Gaspar de la Cerda Sandoval Silva y Mendoza, sollte abgelöst werden, und der zunächst als Nachfolger ausersehene Bischof von Puebla, Manuel Fernández de Santa Cruz, hatte die Ernennung abgelehnt. So übernahm Ortega das Amt und reiste nach Mexiko-Stadt.
Dort fand er die Stadt in Aufruhr vor. Ein Student war verhaftet worden, weil er den Pranger auf der Plaza de Armas als "überkommenes Symbol der Monarchie" in Brand gesetzt hatte, und das Volk wollte ihn befreit wissen. Inwieweit der Protest tatsächlich politisch motiviert war, oder in Zusammenhang mit einem Trödelmarkt stand, der an dieser Stelle stattfand, ist ungeklärt. Vizekönig Ortega befahl, einen neuen Schandpfahl zu errichten und verbot den Trödelmarkt.
Während seiner knapp einjährigen Amtszeit kam es zu Zusammenstößen zwischen spanischen und französischen Schiffen in der Karibik; die Armada de Barlovento hatte auch gegen englische und holländische Korsaren zu kämpfen. Im Norden war die Expedition nach Kalifornien unter Eusebio Francisco Kino und Juan María Salvatierra unterwegs.
Innenpolitisch bemühte er sich, ausstehende Steuerschulden für die Krone einzutreiben. Zudem befahl er, angesichts der Hungersnöte vorangegangener Jahre, Getreidevorräte in Mexiko-Stadt zu halten, um in Zeiten der Dürre die Bevölkerung ernähren zu können.
Im Oktober 1696 erreichte die Nachricht vom Tode der Regentin und Königsmutter Maria Anna von Österreich die Kolonie. Im Dezember hielt der neue Vizekönig José Sarmiento Valladares seinen Einzug in Mexiko.
Ortega kehrte für die folgenden vier Jahre wieder nach Morelia zurück und nahm seine Tätigkeit als Bischof von Michoacán wieder auf.

### Zweite interimistische Amtszeit 1701
Im März 1700 wurde Ortega zum Erzbischof von Mexiko berufen. Er reiste nach Mexiko-Stadt.
Dort erreichte ihn im Frühjahr 1701 die Nachricht vom Tode König Karls II., der kinderlos geblieben war. Testamentarisch hatte er Philipp von Anjou aus dem Hause Bourbon zum Nachfolger bestimmt, aber auch die österreichische Linie der Habsburger erhob Ansprüche auf den spanischen Thron und wollte Erzherzog Karl auf den Thron heben. Vizekönig Sarmiento Valladares sympathisierte mit den Österreichern und wurde daher abgesetzt. Wiederum sollte interimistisch Juan Ortega die Kolonie führen; Ende 1701 übernahm er erneut die weltlichen Amtsgeschäfte.
Er unterband die Verschiffung von Sträflingen nach Puerto Rico, die sein Vorgänger begonnen hatte.
Als in Havanna der Marquis de Châteaurenault mit einer französischen Flotte eintraf, um die spanischen Steuern und Abgaben nach Europa zu bringen, beriet sich Ortega mit der Real Audiencia von Mexico und entschied, ohne ausdrücklichen Befehl des Königs keine Gelder in ausländische Hände zu geben. Stattdessen segelte im Juni 1702 eine spanische Flotte unter Befehl von Admiral Manuel de Velasco von Veracruz aus in Richtung Europa mit Münzen und Handelswaren im Wert von über 5 Millionen Pesos an Bord. Diese wurden im Atlantik von niederländischen und englischen Schiffen angegriffen, konnte sich zunächst in die Bucht von Vigo retten, wurde aber dann im Oktober bei der Seeschlacht von Vigo vernichtet.
Diese Information war in Mexiko noch nicht eingetroffen, als Ortega sein Amt im November 1702 an den Nachfolger Francisco Fernández de la Cueva Enríquez übergab.

### Amtszeit als Erzbischof
Ortega beschränkte sich in den folgenden Jahren auf das Amt des Erzbischofs von Mexiko. In diesem Amt starb er im Dezember 1708 in Mexiko-Stadt.